# Calluneyrodes
Calluneyrodes är ett släkte av insekter som beskrevs av Zahradnik 1961. Calluneyrodes ingår i familjen mjöllöss.
Släktet innehåller bara arten Calluneyrodes callunae.